# Samalaeʻulu
Samalaeʻulu – wieś w Samoa, w dystrykcie Gagaʻemauga.